# Nellysford
 (mars 2025).
Nellysford est une census-designated place située dans le comté de Nelson, dans l’État de Virginie, aux États-Unis. Lors du recensement de 2020, elle comptait 1 254 habitants.